# Junonia ansorgei
Junonia ansorgei is een vlinder uit de familie Nymphalidae. De wetenschappelijke naam van deze soort werd voor het eerst voorgesteld als Kallima ansorgei door Lionel Walter Rothschild in een publicatie uit  1899.
De soort komt voor in de bossen van tropisch Afrika waaronder in Kameroen, Oost-Congo-Kinshasa, Zuid-Ethiopië, Oeganda, West-Kenia, West-Tanzania, Angola en Zambia.